# Équipe du Botswana féminine de football
Cet article traite de l'équipe féminine. Pour l'équipe masculine, voir Équipe du Botswana de football.
Maillots
L'équipe du Botswana féminine de football est l'équipe nationale qui représente le Botswana dans les compétitions internationales de football féminin. Elle est gérée par la Fédération du Botswana de football.

## Histoire
Son premier match officiel a lieu en 2002. 
Les Botswanaises sont finalistes du Championnat féminin du COSAFA 2020.
Le Botswana se qualifie pour la première compétition majeure de son histoire en remportant le deuxième tour des qualifications à la Coupe d'Afrique des nations féminine de football 2022 contre le Zimbabwe le 23 février 2022.

## Classement FIFA
| Année              | 2003 | 2004 | 2005 | 2006 | 2007 | 2008 | 2009 | 2010 | 2011 | 2012 | 2013 | 2014 | 2015 | 2016 | 2017 | 2018 | 2019 | 2020 | 2021 |
| ------------------ | ---- | ---- | ---- | ---- | ---- | ---- | ---- | ---- | ---- | ---- | ---- | ---- | ---- | ---- | ---- | ---- | ---- | ---- | ---- |
| Classement mondial | 107  | 114  | 114  | 114  | 144  | 117  | 92   | 127  | 135  | 130  | 117  | 132  | 140  | 127  | 116  | 147  | 144  | 131  | 154  |

## Palmarès

### Parcours enCoupe du monde
- 1991 : Non inscrite
- 1995 : Non inscrite
- 1999 : Non inscrite
- 2003 : Non qualifiée
- 2007 : Non qualifiée
- 2011 : Non qualifiée
- 2015 : Non qualifiée
- 2019 : Non qualifiée
- 2023 : Non qualifiée

### Parcours auxJeux olympiques d'été
- 1996 : Non inscrite
- 2000 : Non inscrite
- 2004 : Non qualifiée
- 2008 : Non qualifiée
- 2012 : Non qualifiée
- 2016 : Non qualifiée
- 2020 : Non qualifiée

### Coupe d'Afrique des nations
- 1991 : Non inscrite
- 1995 : Non inscrite
- 1998 : Non inscrite
- 2000 : Non inscrite
- 2002 : Retrait
- 2004 : Non qualifiée
- 2006 : Retrait
- 2008 : Non qualifiée
- 2010 : Non qualifiée
- 2012 : Non qualifiée
- 2014 : Non qualifiée
- 2016 : Non qualifiée
- 2018 : Non qualifiée
- 2022 : Quart de finale